# Civil'skij rajon
Il Civil'skij rajon (in russo Цивильский район?; in lingua ciuvascia: Çĕрпӳ районĕ) è un rajon della Repubblica Ciuvascia, nella Russia europea; il capoluogo è la città di Civil'sk. Istituito il 5 settembre 1927, ricopre una superficie di 790,8 chilometri quadrati e ospita una popolazione di 31 994 abitanti. 
Il rajon è suddiviso in un insediamento urbano e 17 insediamenti rurali. Il maggior fiume del territorio è il Bol'šoj Civil'.